# 横山靖
横山 靖（よこやま やすし、1919年9月3日 - 1953年2月18日）は日本の騎手。

## 略歴
1934年に鬼頭伊助厩舎に入門、橋本正晴厩舎に移動ののち、松田由太郎厩舎所属となった。初騎乗は1937年の春季京都競馬3日目のアラブ障害戦であった。
のちに武田文吾厩舎に移動し、同厩舎の中堅騎手として活躍した。なお、横山の実姉は武田夫人である。
1953年2月18日、第1回小倉競馬3日目第6競走のサラ系4歳競走（1600メートル）において、ミスフクモンに騎乗したが第3コーナーで落馬転倒。直ちに病院へ運ばれたが、脳挫傷や頭部外傷により、当日21時50分に死去した。通算114勝。